# Martin Glerup
Martin Glerup (født 3. december 1943 i Aars) er en dansk politiker, tidligere borgmester i Aars Kommune og folketingsmedlem fra 12. december 1990 til 20. november 2001, valgt for Socialdemokratiet i Nordjyllands Amtskreds. Siden 2006 har han været medlem af kommunalbestyrelsen i Vesthimmerlands Kommune.
Glerup blev nysproglig student fra Vesthimmerlands Gymnasium i 1964 og er uddannet folkeskolelærer fra Ranum Statsseminarium i 1967. Han arbejdede som folkeskolelærer 1967-1970, som lokalredaktør for Aalborg Stiftstidende i Aars 1970-1978 og som skoleleder for AOF Aars Aftenskole 1969-1970.
Den politiske karriere begyndte i 1974, hvor han blev medlem af Aars Kommunalbestyrelse. Det var han frem til 1989, fra 1978 til 1982 som socialudvalgsformand og 1982-1986 borgmester. Fra 1986 til 1991 var han medlem af Nordjyllands Amtsråd, hvor han var formand for teknisk udvalg. Glerup havde en række bestyrelsesposter, bl.a. var han medlem af repræsentantskabet for Sparekassen Himmerland og bestyrelsesmedlem i Nordjyllands Trafikselskab. Han blev opstillet til Folketinget i 1989 i Aalborg Vestkredsen og blev valgt året efter, men stillede efterfølgende op i Aarskredsen. I Folketinget var han bl.a. sit partis miljø- og energiordfører fra 1993 og fra 1998 tillige formand for Energiudvalget. Han var desuden medlem af Miljø- og Planlægningsudvalget, Landbrugs- og Fiskeriudvalget samt Sundhedsudvalget.
Han udtrådte af Folketinget ved valget 20. november 2001, men forlod ikke aktiv politik, idet han samme dag blev valgt til Aars Kommunalbestyrelse. Ved kommunalvalget i 2005 blev han valgt til Vesthimmerlands Kommunalbestyrelse. Siden 2007 har han været formand for sundhedsudvalget samt børne- og ungeudvalget i kommunen. Han er desuden medlem af Naturklagenævnet.
Martin Glerup ejer Martin Glerup Information, der leverer journalistik til virksomheder og foreninger.